# Riksdagen 1676
Riksdagen 1676 var tänkt att hållas i Göteborg.
Karl XI lät i augusti 1676 utlysa allmän riksdag i Göteborg, eftersom medel behövdes till armén. Han utsåg landshövdingen Gustaf Duwall till lantmarskalk. Riksdagen var tänkt att börja i november, men i december hade bara de tre ofrälse stånden samlats, samt enstaka adelsmän. Kort efter svenskarnas seger i slaget vid Lund den 4 december meddelade kungen att riksdagen skulle upplösas, eftersom han inte kunde resa till Göteborg på grund av kriget. Således behandlade 1676 års riksdag bara en enda proposition, nämligen den om dess eget upplösande.